# Rene (pomme)
 (septembre 2011).
Si vous disposez d'ouvrages ou d'articles de référence ou si vous connaissez des sites web de qualité traitant du thème abordé ici, merci de compléter l'article en donnant les références utiles à sa vérifiabilité et en les liant à la section « Notes et références ».
Rene est un cultivar de pommier domestique.

## Description
- Calibre : moyen-gros
- Pelure : jaune et rouge
- Chair : ferme

## Origine
Institut de Dresde-Pillnitz, Allemagne.

## Parenté
La pomme Rene résulte du croisement James Grieve × un porteur de résistances.

## Pollinisation
Variété diploïde

## Maladies
La variété Rene est multirésistante toutefois susceptible au mildiou.
- Tavelure : résistante aux races communes de tavelure du pommier (gène Vf)
- Mildiou : susceptible
- Feu bactérien : résistante

## Culture
La multirésistance du cultivar aux maladies permet de réduire les traitements. Cette variété est donc assez respectueuse de l'environnement.